# مدرسة ومسجد الشيخ عبد الحسين
مدرسة ومسجد الشيخ عبد الحسين هي مدرسة ومسجد تاريخية تعود إلى القرن الثالث عشر الهجري، وتقع في طهران.